# Arthur Becker
Arthur C. "Art" Becker (Akron, Ohio, 12 de enero de 1942) es un exjugador de baloncesto estadounidense que disputó seis temporadas en la ABA. Con 2,03 metros de estatura, jugaba en la posición de alero.

## Trayectoria deportiva

### Universidad
Jugó durante tres temporadas con los Sun Devils de la Universidad Estatal de Arizona, en las que promedió 15,7 puntos y 8,9 rebotes por partido. En 1964 fue incluido en el segundo mejor quinteto de la Western Athletic Conference.

### Profesional
Fue elegido en la vigésimo cuarta posición del Draft de la NBA de 1964 por St. Louis Hawks, pero no fue hasta 1967 cuando inició su carrera profesional, fichando por los Houston Mavericks de la ABA. En su primera temporada se convirtió en uno de los jugadores más determinantes de su equipo, promediando 18,8 puntos y 9,4 rebotes por partido, que le valieron para disputar su primer All-Star Game, en el que consiguió 11 puntos y 5 rebotes.
Tras convertirse en agente libre, en 1969 ficha por Indiana Pacers, donde asume el papel de suplente de Roger Brown, bajando sus números a 8,9 puntos y 4,6 rebotes por partido, que no obstante ayudaron al equipo a ganar el anillo de campeones de la ABA, tras derrotar en las Finales a Los Angeles Stars.
Mediada la temporada 1970-71 es traspasado junto con John Barnhill a los Denver Rockets, a cambio de Wayne Chapman y Don Sidle. Al año siguiente, en su primera temporada completa en el equipo, es elegido para disputar nuevamente el All-Star Game, a pesar de que sus estadísticas fueron tan solo de 12,3 puntos y 5,6 rebotes por partido. En dicho partido no consiguió anotar ni un solo punto en los 9 minutos que permaneció en la pista.
Al año siguiente se produce un draft de expansión por la llegada de nuevos equipos a la liga, siendo elegido por los San Diego Conquistadors. Pero acaba siendo traspasado primero a Dallas Chaparrals y posteriormente a los New York Nets, retirándose al término de la temporada.

## Estadísticas de su carrera en la ABA

### Temporada regular
| Temporada | Edad | Equipo            | Liga | P   | TIT | MIN  | TC  | TCA  | %TC  | 3P  | 3PA | %3P  | TL  | TLA | %TL   | R.OF. | R.DEF. | REB | ASIS | ROB | TAP | PER | FP  | PTS  |
| 1967-68   | 26   | Houston Mavericks | ABA  | 76  |     | 35.4 | 7.4 | 15.8 | .468 | 0.1 | 0.2 | .333 | 3.9 | 4.8 | .820  | 3.3   | 6.1    | 9.4 | 1.3  |     |     | 2.0 | 4.2 | 18.8 |
| 1968-69   | 27   | Houston Mavericks | ABA  | 78  |     | 31.1 | 5.4 | 11.4 | .476 | 0.0 | 0.0 | .000 | 2.6 | 3.1 | .833  | 2.2   | 5.4    | 7.7 | 1.3  |     |     | 2.0 | 3.9 | 13.4 |
| 1969-70   | 28   | Indiana Pacers    | ABA  | 82  |     | 18.3 | 3.8 | 7.2  | .521 | 0.0 | 0.0 | .000 | 1.4 | 1.7 | .810  | 1.3   | 3.3    | 4.6 | 0.5  |     |     | 0.7 | 3.0 | 8.9  |
| 1970-71   | 29   | TOTAL             | ABA  | 80  |     | 20.5 | 4.6 | 9.3  | .499 | 0.1 | 0.1 | .625 | 1.7 | 2.0 | .865  | 1.9   | 3.4    | 5.3 | 0.7  |     |     | 1.0 | 3.3 | 11.0 |
| 1970-71   | 29   | Indiana Pacers    | ABA  | 51  |     | 16.5 | 3.7 | 7.4  | .497 | 0.1 | 0.1 | .667 | 1.2 | 1.4 | .899  | 1.4   | 2.9    | 4.3 | 0.4  |     |     | 0.8 | 3.0 | 8.6  |
| 1970-71   | 29   | Denver Rockets    | ABA  | 29  |     | 27.7 | 6.3 | 12.6 | .501 | 0.0 | 0.1 | .500 | 2.5 | 3.0 | .839  | 2.8   | 4.4    | 7.2 | 1.1  |     |     | 1.2 | 3.7 | 15.2 |
| 1971-72   | 30   | Denver Rockets    | ABA  | 84  |     | 26.1 | 5.2 | 11.4 | .456 | 0.0 | 0.0 | .000 | 2.0 | 2.3 | .846  | 2.0   | 3.6    | 5.6 | 1.3  |     |     | 1.6 | 3.2 | 12.3 |
| 1972-73   | 31   | TOTAL             | ABA  | 14  |     | 6.9  | 1.1 | 2.0  | .571 | 0.0 | 0.1 | .000 | 0.8 | 0.8 | 1.000 | 0.4   | 0.9    | 1.3 | 0.1  |     |     | 0.4 | 0.4 | 3.1  |
| 1972-73   | 31   | New York Nets     | ABA  | 8   |     | 5.8  | 1.1 | 2.0  | .563 | 0.0 | 0.1 | .000 | 0.6 | 0.6 | 1.000 | 0.1   | 0.6    | 0.8 | 0.1  |     |     | 0.1 | 0.4 | 2.9  |
| 1972-73   | 31   | Dallas Chaparrals | ABA  | 6   |     | 8.3  | 1.2 | 2.0  | .583 | 0.0 | 0.0 |      | 1.0 | 1.0 | 1.000 | 0.7   | 1.3    | 2.0 | 0.0  |     |     | 0.7 | 0.5 | 3.3  |
| Total     |      |                   | ABA  | 414 |     | 25.5 | 5.1 | 10.6 | .480 | 0.0 | 0.1 | .321 | 2.2 | 2.7 | .835  | 2.1   | 4.2    | 6.3 | 1.0  |     |     | 1.4 | 3.4 | 12.5 |

### Playoffs
| Temporada | Edad | Equipo            | Liga | P  | MIN | TCA | TC  | 3PA | 3P | TLA | TL | R.OF. | REB | ASIS | ROB | TAP | PER | FP | PTS | %TC  | %3P  | %FT  | MIN  | PTS  | REB | AST |
| 1967-68   | 26   | Houston Mavericks | ABA  | 3  | 94  | 18  | 43  | 0   | 0  | 15  | 18 |       | 16  | 5    |     |     | 2   | 10 | 51  | .419 |      | .833 | 31.3 | 17.0 | 5.3 | 1.7 |
| 1969-70   | 28   | Indiana Pacers    | ABA  | 15 | 227 | 36  | 69  | 0   | 0  | 21  | 24 |       | 58  | 5    |     |     | 5   | 36 | 93  | .522 |      | .875 | 15.1 | 6.2  | 3.9 | 0.3 |
| 1971-72   | 30   | Denver Rockets    | ABA  | 7  | 94  | 14  | 31  | 0   | 1  | 6   | 9  |       | 12  | 4    |     |     | 7   | 18 | 34  | .452 | .000 | .667 | 13.4 | 4.9  | 1.7 | 0.6 |
| Total     |      |                   | ABA  | 25 | 415 | 68  | 143 | 0   | 1  | 42  | 51 |       | 86  | 14   |     |     | 14  | 64 | 178 | .476 | .000 | .824 | 16.6 | 7.1  | 3.4 | 0.6 |